# Persea urbaniana
Persea urbaniana är en lagerväxtart som beskrevs av Carl Christian Mez. Persea urbaniana ingår i släktet avokador, och familjen lagerväxter. Inga underarter finns listade i Catalogue of Life.